# Craig Fairbrass
Craig Fairbrass (Mile End, 15 januari 1964) is een Brits acteur en stemacteur. Hij is voornamelijk bekend als Dan Sullivan in de soap EastEnders, Delmar in de actiefilm Cliffhanger en als de stem van Gaz en Ghost uit respectievelijk de computerspellen Call of Duty 4: Modern Warfare en Call of Duty: Modern Warfare 2. 

## Acteercarrière
Fairbrass is een acteur die vanwege zijn postuur en gabarit veelal getypecast wordt voor een (grotere) rol in actiefilms zoals de slechterik Delmar in  Cliffhanger uit 1993, met Sylvester Stallone en onder regie van Renny Harlin. Het werd zijn eerste filmrol van belang. Reeds in 1979 was Fairbrass als figurant te zien in de film Scum. Van 1999 tot 2001 vertolkte hij de rol van Dan Sullivan in de Britse soap EastEnders (137 afleveringen). 
Fairbrass had op televisie ook rollen in London's Burning, Prime Suspect en in Stargate SG-1. Op het witte doek en voor televisie speelt hij, ondanks een carrière van ongeveer veertig jaar en het verkrijgen van internationale bekendheid als stemacteur door zijn bijdrage aan de Call of Duty-franchise (zie filmografie), nog altijd merendeels in Britse producties. Tot heden heeft hij aan meer dan 80 producties meegewerkt. 
Fairbrass speelt sinds 2007 de hoofdrol als Pat Tate in de actiefilm-saga Rise of the Footsoldier, waarvan drie sequels werden gemaakt en waarvan een vijfde film in de maak is. 
Fairbrass werd wereldwijd bekend in 2007 door zijn 'good guy'-rol als Gaz, een SAS-luitenant, in het computerspel Call of Duty 4: Modern Warfare. Twee jaar later was de stem van de acteur opnieuw te horen in Call of Duty: Modern Warfare 2. Fairbrass gaf vorm aan de cultiverende luitenant Simon 'Ghost' Riley van de elite-eenheid Task Force 141. Het personage was dusdanig populair dat men er een game naar heeft vernoemd, Call of Duty: Ghosts uit 2014. In 2008 had Fairbrass een nevenrol in de kraakfilm The Bank Job onder regie van Roger Donaldson. In 2019 speelde hij naast Scott Adkins in de actiethriller Avengement.

## Persoonlijk leven
Fairbrass is getrouwd met Elke Kellick en heeft met haar twee zonen, Luke en Jack. 

## Filmografie (selectie)
| - Cliffhanger (1993) - Galaxis (1995, sciencefiction) - Darklands (1996) - Killing Time (1998) - The Great Dome Robbery (2002) - The Long Weekend (2005) - White Noise: The Light (2007) - Rise of the Footsoldier (2007) - Call of Duty 4: Modern Warfare (2007, videogame, als Gaz) - The Bank Job (2008) - Call of Duty: Modern Warfare 2 (2009, videogame, als Ghost) - Devil's Playground (2010) - Call of Duty: Modern Warfare 3 (2011, videogame, als Sergeant Wallcroft) - St. George's Day (2012) - The Outsider (2014) - Breakdown (2016 + uitvoerend producent) - Call of Duty: Infinite Warfare (2016, videogame, als Tee) - Gunned Down (2017) - Battlefield V (2018, videogame, als George Mason) - Avengement (2019) - Villain (2020) - Boat Story (2023) |

## Prijzen
| Jaar | Prijs                                     | Categorie                                    | Resultaat |
| ---- | ----------------------------------------- | -------------------------------------------- | --------- |
| 2016 | Marbella International Film Festival 2016 | Beste acteur, voor Gunned Down               | Gewonnen  |
| 2018 | International Film Awards UK 2018         | Beste acteur, voor Rise of the Footsoldier 3 | Gewonnen  |